# Łabędzie (Drawsko Pomorskie)
Łabędzie (deutsch Labenz, früher Labentz) ist ein Dorf in der polnischen Woiwodschaft Westpommern. Es gehört zur Gmina Drawsko Pomorskie (Gemeinde Dramburg) im Powiat Drawski (Dramburger Kreis).

## Geographie
Das Kirchdorf liegt in Hinterpommern, etwa 14 Kilometer südlich der Stadt Świdwin (Schivelbein), 13 ½ Kilometer nördlich der Stadt Dramburg (Drawsko Pomorskie) und 13 Kilometer ostnordöstlich der Stadt Łobez (Labes).

## Geschichte

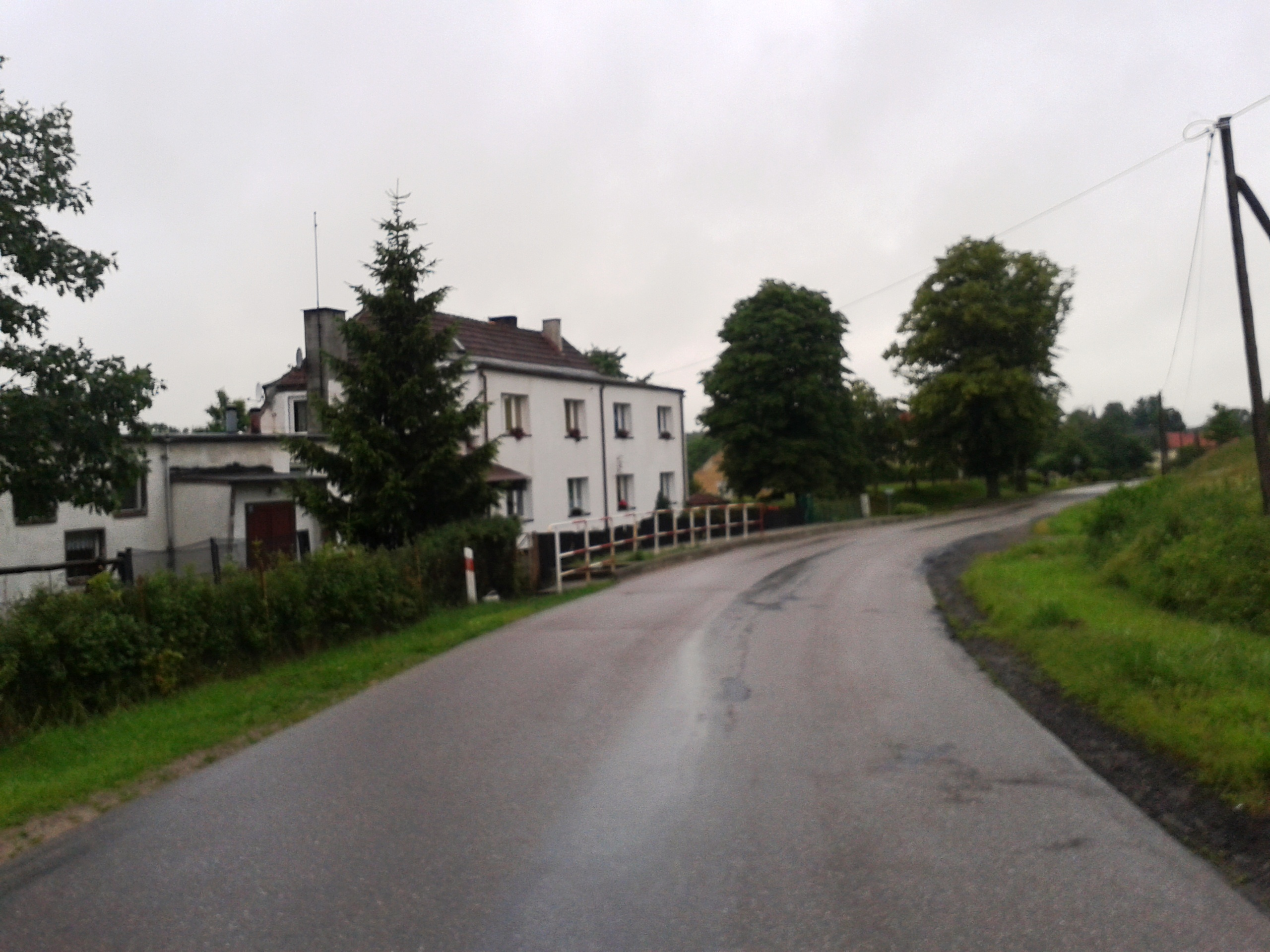
Durch die Gemarkung des Dorfs führende Landstraße

Beim Pflügen auf einer kleinen Anhöhe südlich von Labenz, in der Nähe des Weges nach Rützow, ist im Herbst 1892 ein Topf mit ca. 390 muslimischen, größtenteils zerhackten Silbermünzen gefunden worden, von denen nur 46 vollständig erhalten waren; die jüngste der Münzen – Abbasiden, Samaniden, Umayyaden und Saffariden – wurde vermutlich um 940 n. Chr. geprägt.
Im Landbuch von 1337 ist das Dorf, das zur Vogtei Schivelbein gehörte, unter dem Namen Llobenz aufgelistet, und es wird dort ein Otto de Lobenz erwähnt. Das Rittergut Labenz befand sich Jahrhunderte lang im Besitz der neumärkischen Adelsfamilie von Scharen, die zwischen dem Ausgang des 15. Jahrhunderts und dem Anfang des 17. Jahrhunderts mit den Gevettern Martin und Marx von Scharen auf Labenz urkundlich nachgewiesen ist und bald darauf im Mannesstamm ausstarb. Als die Lehnsmannen der Neumark dem Kurfürsten Joachim und dem Markgrafen Albrecht am 14. März 1499 in Dramburg huldigten, beteiligten sich daran auch die Coppo, Hans und Otto, zu Libenz (Labenz), sowie die Schare, Dynnius, Jorge und Marx, zu Slentzk (Schlenzig, Kreis Schivelbein) und Lebentz (Labenz). 1572 besaß Anthonius Scharen vier Hufen zu Labentz; einem undatierten, den Rossdienst betreffenden Dokument zufolge, mutmaßlich aus dem 17. Jahrhundert, baten „Marcus Scharen, Greger und Friederich die Koppen zum Labentz“ wegen des geringen Ertrags der Güter in einem Gesuch darum, nur ein Pferd stellen zu müssen, zumal ihre „Eltern“ Jochim Koppen und Dinnis Scharne von ihren Gütern auch nur mit einem Pferd Rossdienste geleistet hätten.
Die Ortschaft Labenz bestand im 19. Jahrhundert aus der Landgemeinde, einem Rittergut und einem Gut ohne Ritterguts-Qualität. Besitzer eines der Güter war 1841 ein Benz geworden. Im Jahr 1865 war in der Landgemeinde eine Grundsteuer in Höhe von 177 Reichstalern,
zwölf Silbergroschen und zehn Pfennigen erhoben worden, im Gut Labenz A in Höhe von 27 Reichstalern, drei Silbergroschen und drei Pfennigen und im Gut B in Höhe von 38 Reichstalern, 17 Silbergroschen und zwei Pfennigen. Um 1875 hatte das Dorf Labenz 83, das Rittergut Labenz zwei, das Gut Labenz 16 und die Siedlung Neu Labenz 34 Wohnhäuser.  Am 24. Mai 1877 wurden der 129 Hektar große Gutsbezirk Labenz A, der 313 Hektar große Gutsbezirk Labenz B und die 262 Hektar umfassende Siedlung Neu Labenz in die Landgemeinde Labenz eingegliedert. Labenz galt im 19. Jahrhundert als größtes Dorf im Kreis Schivelbein und war größtenteils städtische Schivelbeiner Eigentumsortschaft; viele Dörfler siedelten außerhalb des Dorfkerns auf der Feldmark.
Die Gemarkung der Landgemeinde Labenz hatte um 1930 eine Fläche von 13,9 km². Im Gemeindegebiet standen insgesamt 140 bewohnte Wohnhäuser an drei verschiedenen Wohnstätten:
1. Labenz
2. Neu Labenz
3. Pommersches Holz

Am 1. Oktober 1932 wurde der Amtsbezirks Labenz in den Kreis Dramburg eingegliedert.
Im Jahr 1935 hatte Labenz an Infrastruktur unter anderem zwei Gasthöfe, eine Niederlassung der Spar- und Darlehnskasse, ein Baugeschäft, eine Gemischtwarenhandlung, eine Handlung für landwirtschaftliche Produkte, eine Molkerei, eine Mühle und zwei Schmieden.
Im Jahr 1945 gehörte das Dorf Labenz zum Kreis Dramburg im Regierungsbezirk Köslin der preußischen Provinz Pommern des Deutschen Reichs. Labenz war Sitz des Amtsbezirks Labenz.
Gegen Ende des Zweiten Weltkriegs wurde die Region Anfang März 1945 von der Roten Armee besetzt. Nach Beendigung der Kampfhandlungen wurde Labenz zusammen mit ganz Hinterpommern seitens der sowjetischen Besatzungsmacht der Volksrepublik Polen zur Verwaltung überlassen. Danach begann die Zuwanderung polnischer Zivilisten. Das Dorf Labenz wurde unter der polonisierten Ortsbezeichnung ‚Łabędzie‘ verwaltet. In der Folgezeit wurde die einheimische Bevölkerung von der polnischen Administration aus Labenz und dem Kreisgebiet vertrieben.

### Demographie
| Jahr | Einwohner | Anmerkungen |
| ---- | --------- | --- |
| 1801 | 266       | Dorf und zwei Güter mit einer Mutterkirche und 29 Feuerstellen (Haushaltungen), im Besitz der Kämmerei Schivelbein (eine Dorfhälfte und ein Gut), der Erbengemeinschaft von Münchow (ein Viertel der Gemarkung des Dorfs und ein Gut) und der Kommende Schivelbein (ein Viertel der Gemarkung des Dorfs) |
| 1818 | 269       | Kirchdorf Dorf mit zwei Anteilen: a) Eigentumsanteil der Stadt Schivelbein mit Mutterkirche und 150 Einwohnern, b) ehemals zur Komturei Schivelbein gehöriger Anteil mit 119 Einwohnern |
| 1852 | 882       | Dorf mit einem königlichen Anteil (775 Einwohner) und einem ritterschaftlichen Anteil (107 Einwohner) |
| 1864 | 955       | am 3. Dezember, im Gemeindebezirk spwie Gut Labens A und Gut Labenz B zusammen |
| 1867 | 1008      | am 3. Dezember, davon 610 im Dorf, 195 in der Kolonie Neu Labenz, 143 im Rittergut Labenz und 60 im Gut Labenz |
| 1871 | 880       | am 1. Dezember, davon 294 im Dorf (280 Evangelische, 14 Juden), 475 in der Kolonie Neu Labenz (sämtlich Evangelische), 72 im Rittergut Labenz (sämtlich Evangelische) und 39 im Gut Labenz (sämtlich Evangelische)                                                                                       |
| 1885 | 845       | am 1. Dezember, davon 841 Evangelische und vier Juden |
| 1890 | 801       | am 1. Dezember, Gemeindebezirk |
| 1910 | 781       | am 1. Dezember, Gemeindebezirk |
| 1925 | 764       | darunter 759 Evangelische und ein Jude, keine Katholiken |
| 1933 | 739       | [ 23 ] |
| 1939 | 711       | [ 23 ] |

## Kirche

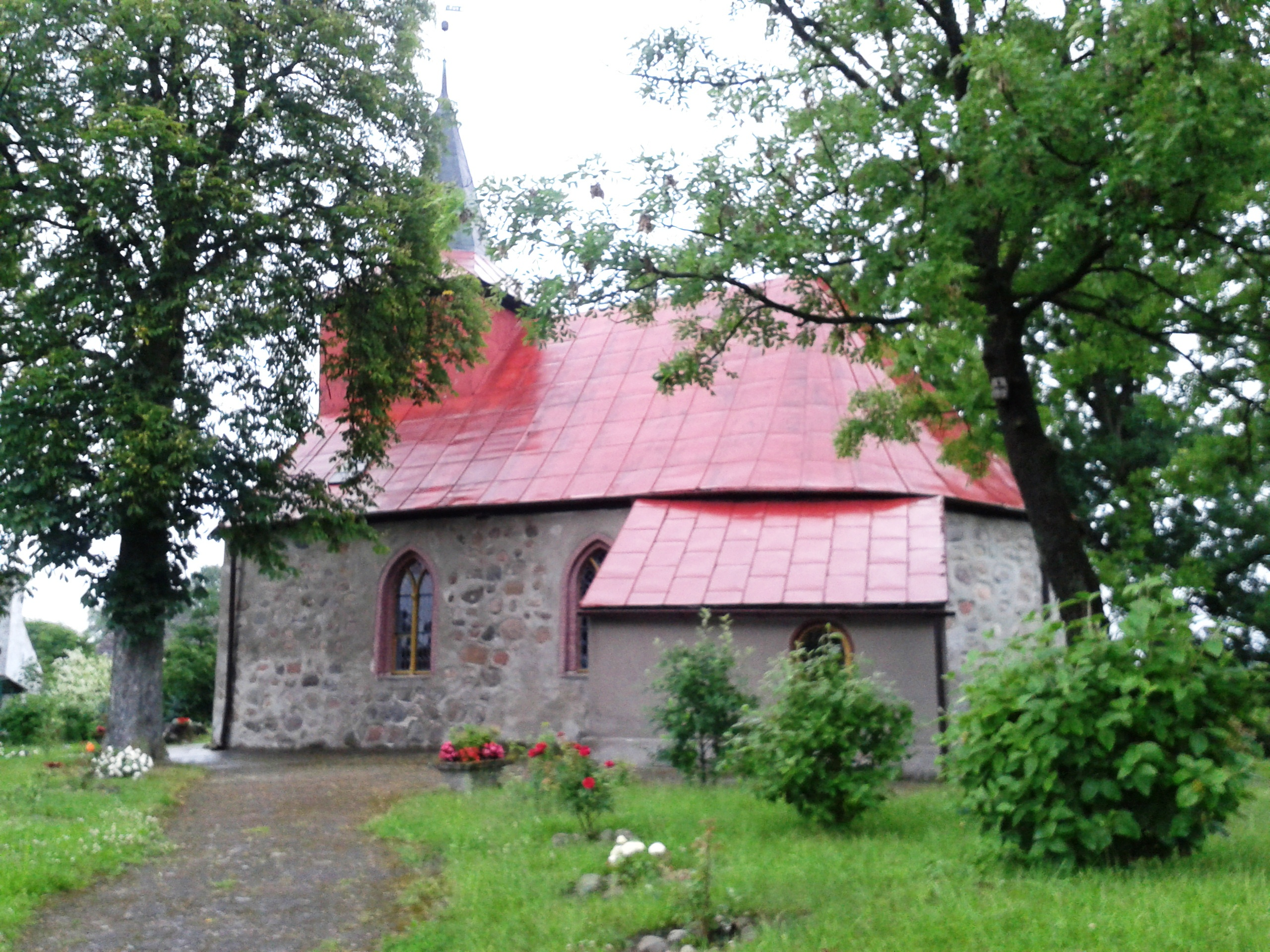
Feldstein-Dorfkirche (2014), bis 1945 Gotteshaus der evangelischen Gemeinde Labenz

Die bis 1945 anwesende Bevölkerung war mit wenigen Ausnahmen evangelisch. Die aus Feldsteinen gebaute Dorfkirche hatte eine große Glocke von 1581, die 1853 umgegossen wurde und Inschriften enthielt. Kirchenpatrone waren um diese Zeit der preußische König und die beiden Gutsbesitzer Benz und Benkendorf, der Pastor hieß Sprengel. Die Pfarrei gehörte um die Wende vom 19. zum 20. Jahrhundert zur Diözese Schivelbein, hatte zwei Filialen und war für insgesamt 1700 Seelen zuständig. Pfarrer war seit 1896 Johannes Hermann Carl Hilmers (* 1862).
Die nach Kriegsende zugewanderte polnische Bevölkerung ist größtenteils römisch-katholisch.